# Svarttjärnen (Älvsby socken, Norrbotten, 730849-170286)
Svarttjärnen är en sjö i Älvsbyns kommun i Norrbotten och ingår i Piteälvens huvudavrinningsområde.